# 中川慶一
中川 慶一（日语：なかがわ けいいち,1980年12月31日—），是日本出身於滋賀県的男性聲優；所属ディーカラー。2009年所屬アーツビジョン，同年5月變更ディーカラー所屬；2013年12月變回自由身，於2015年隸屬Aksent。

## 人物
- 聲線低沉且渾厚，比較多擔任成熟男士的角色配音。
- 主要擔任海外電視劇、電影的主役吹替工作，特別是韓劇；而動畫作品較少有重要戲份的角色。

## 作品
黑體是配演作品中的主角或主要角色。

### 電視動畫
2006年
- 犬神！（變態男、猛男B）
- 無敵看板娘（選考委員B）
- 完美小姐進化論（不良2、肉屋のおじさん、体育教師、八百屋、暴走族2、肉屋）

2007年
- 結界師（夜行の子）
- 月面兔兵器米娜（学生）
- 恋する天使アンジェリーク（日语：恋する天使アンジェリーク〜かがやきの明日〜）（隊員）
- 精靈守護者（兵士C）
- DARKER THAN BLACK -黑之契約者-（ルイス）
- 初音島II ～第二季～（宅配便の人）
- 農大菌物語（学生2）

2008年
- スキップ・ビート!（日语：スキップ・ビート!）（松島）
- ネオ アンジェリーク（日语：ネオ アンジェリーク Abyss）（村人）

2009年
- アラド戦記 〜スラップアップパーティー〜（警官A）
- エグザムライ戦国（鬼牙の子分）
- スター・ウォーズ/クローン・ウォーズ（テレビシリーズ）（バーブ・メンター）
- 空を見上げる少女の瞳に映る世界（教師F、學生A）
- リストランテ・パラディーゾ（店員、ルチアーノ義弟）

2010年
- BB战士三国传（司馬懿沙煞比、黄巾賊、門番、村人、袁紹兵、伝令）
- COBRA THE ANIMATION（通信）
- GIANT KILLING（清川和巳、ブランの通訳）
- ぬらりひょんの孫（四國妖怪）
- 鋼之錬金術師FULLMETAL ALCHEMIST（フラナガン）
- メタルファイト ベイブレード 爆（スタッフB）

2011年
- TIGER & BUNNY（リポーター、カメラマン）
- 惡魔奶爸（茶藤、不良D、不良A、神埼部下B、不良C、警官、不良1、手下A、帝毛C、榊光輝）
- ルパン三世 血の刻印 〜永遠のMermaid〜（司会者）

2012年
- 夏目友人帳 肆（隆彦）
- 惡魔奶爸（サラマンダー）

2013年
- ズーとたのしいシマウマかぞく（パパ）
- 游戏王ZEXAL（羽原飛夫）

2016年
- 精靈寶可夢 太陽&月亮（庫庫伊博士）

2017年
- 鬼平（鶴之忠助、澤田小平次）
- 進擊的巨人 Season 2（賀寧格）
- 精靈寶可夢 太陽&月亮（小智的鬃岩狼人[1]）

2019年
- 真・中華一番！（紹安）

### 動畫電影
- とある飛空士への追憶（正規兵）

### 遊戲
2004年
- 帝国千戦記（PS2版）（雲月火）

2006年
- いぬかみっ! feat.Animation（事故車の持ち主）

2008年
- ティアーズ・トゥ・ティアラ 花冠の大地
- メタルギアソリッド4（PMC兵、民兵）

2009年
- 風色サーフ（フレドリク）
- サイキン恋シテル?（かおる）

2010年
- アサシン クリード ブラザーフッド
- EAT LEAD マット・ハザードの逆襲（ウォレス・ウォーリー・ウェルズリーIII世）
- 維新恋華 龍馬外伝（山南敬助）
- 斬撃のREGINLEIV（エインヘイリヤルリーダー、北の村人（男）C））

2011年
- 戦律のストラタス

2012年
- タイムトラベラーズ（小暮修一郎）
- レイトン教授VS逆転裁判（ジョバンニ・ジコール）

2013年
- ファークライ3（グラント・ヒューズ）

### 吹替
電視/電影
| 年份 | 作品                    | 角色                          | 演員               | 備註                      |
| ---- | ----------------------- | ----------------------------- | ------------------ | ------------------------- |
| 2010 | 狙擊精英：重裝上陣      | Brandon Beckett               | 查德·邁克爾·科林斯 | 影碟版本                  |
| 2013 | 英雄連                  | Nate Burrows                  | 查德·邁克爾·科林斯 | 影碟版本                  |
| 2014 | 狙擊精英：戰紀          | Brandon Beckett               | 查德·邁克爾·科林斯 | 影碟版本                  |
| 2016 | 狙擊精英：幽靈射手      | Brandon Beckett               | 查德·邁克爾·科林斯 | 影碟版本                  |
| 2011 | 7號異煞                 | 金东洙                        | 吳智昊             | DVD版本                   |
| 2012 | 第三醫院                | 金承賢                        | 吳智昊             | 衛星頻道/DVD版本          |
| 2011 | 血滴子                  | 天狼                          | 黃曉明             | 影碟版本                  |
| 2012 | 大上海                  | 少年成大器                    | 黃曉明             | 影碟版本                  |
| 2007 | Gossip Girl             | Nate Archibald                | 查斯·歌羅馥        | Super!DramaTV頻道/DVD版本 |
| 2008 | 畫皮                    | 王生                          | 陳坤               | 影碟版本                  |
| 2008 | 伊甸之東                | 申明勋                        | 朴海鎮             | TBS頻道/DVD版本           |
| 2008 | 吸血新世紀              | 賈斯伯·海爾                   | 傑克遜·拉斯波恩    | DVD版本                   |
| 2008 | 红男爵                  | 紅男爵/曼弗雷德·冯·里希特霍芬 | 馬提亞斯·施維赫夫  | 影碟版本                  |
| 2009 | 吸血新世紀2：新月傳奇   | 賈斯伯·海爾                   | 傑克遜·拉斯波恩    | DVD版本                   |
| 2010 | 檢察官公主              | 徐仁優                        | 朴施厚             | 富士電視台/DVD版本        |
| 2010 | 執法尊家                | Jamison「Jaime」Reagon        | 威爾·埃斯蒂斯      | 有線環球影劇頻道/DVD版本  |
| 2010 | 波麗士很忙              | Barry Mangold                 | 亞當·布羅迪        | 影碟版本                  |
| 2010 | 吸血新世紀3：月蝕傳奇   | 賈斯伯·海爾                   | 傑克遜·拉斯波恩    | 影碟版本                  |
| 2012 | 殺戮行動                | Frankie                       | 斯科特·麦克纳里    | 影碟版本                  |
| 2012 | 壞男人                  | 洪泰成                        | 金材昱             | NHK頻道/DVD版本           |
| 2012 | 奪命無聲                | Frankie                       | 史葛·麥蘭尼        | 影碟版本                  |
| 2012 | 新鐵金剛：智破天凶城    | 船長                          | Milorad Kapor      | 公映/影碟版本             |
| 2013 | 偷天毒犯                | Ben                           | 艾倫·莊遜          | 影碟版本                  |
| 2013 | 唐官燕                  | 李隆基                        | 李承鉉             | DVD版本                   |
| 2013 | 火之女神井兒            | 光海君                        | 李相侖             | BS富士頻道                |
| 2014 | 葛咸城                  | 急凍人                        | Nathan Darrow      | 電視頻道/影碟版本         |
| 2014 | 哥斯拉2014              | 技術軍官                      | -                  | 公映/影碟版本             |
| 2015 | 美國狙擊手              | Marc Alan Lee                 | 盧克·格里姆斯      | 影碟版本                  |
| 2015 | 顫栗效應                | Chuck Lott Jr.                | 賈斯汀·祈利        | Netflix串流媒體           |
| 2016 | 夜班經理                | Jonathan Pine/Andrew Birch    | 湯·希丹斯頓        | Amazons串流媒體           |
| 2016 | 羅馬帝國：血之王朝      | 康茂德                        | Aaron Jakubenko    | Netflix串流媒體           |
| 2016 | Criminal Minds:跨越國界 | 馬修·西蒙                     | 丹尼爾·海尼        | WOWOW頻道                 |
| 2019 | 屍戰朝鮮                | 李蒼                          | 朱智勛             | Netflix                   |
| 2021 | 魷魚遊戲                | 曹尚佑                        | 朴海秀             | Netflix                   |

### CD DRAMA
- 私立クレアール学園 学園祭で華になれ!（高梨浩二）
- 鉄道むすめ（赤木則夫）
- ネオ アンジェリーク 〜たそがれの騎士〜（銀樹騎士）
- ネオ アンジェリーク 〜あかつきの天使〜（銀樹騎士A）
- 紅色天井艶妖綺譚 ～音御伽噺 刀～：藍丸、緋王
- 紅色天井艶妖綺譚～音御伽噺 八百万・壱～：藍丸、緋王
- 紅色天井艶妖綺譚~音御伽噺 艶妖~：藍丸、緋王
- 紅色天井艶妖綺譚 雛之恋：藍丸、緋王
- 紅色天井艶妖綺譚 ～音御伽噺 八百万・弐～：藍丸、緋王
- 東京メビウス綺譚：藍丸、緋王
- Velvet Voice petit

### 老虎機
- ろくでなしBLUES（山下勝嗣）

## 外部連結
- Aksent公式官網的聲優簡介（页面存档备份，存于） （日語）
- 中川慶一の『えぇから笑とけっ！2nd☆ ☆（≧▽≦）/』（页面存档备份，存于） （日語）－中川慶一官方個人部落格。
- .   [2014-01-04]. （原始内容存档于2010-05-08）. （日語）－中川慶一官方個人部落格（舊）。
- 中川慶一的X（前Twitter）（日語）
- .   [2017-07-26]. （原始内容存档于2009-03-31）. （日語）